# نورس السمك
نورس السمك (الاسم العلمي: Ichthyaetus) هو جنس من الطيور يتبع فصيلة النورسية من الرتبة الزقزاقيات.

## أنواع
- نورس أدوين (الاسم العلمي: Ichthyaetus audouinii)
- نورس أسخم (الاسم العلمي: Ichthyaetus hemprichii)
- نورس أسود الرأس كبير (الاسم العلمي: Ichthyaetus ichthyaetus)
- نورس أبيض العين (الاسم العلمي: Ichthyaetus leucophthalmus)
- نورس البحر المتوسط (الاسم العلمي: Ichthyaetus melanocephalus)
- نورس البواقي (الاسم العلمي: Ichthyaetus relictus)